# Federico Consolo
Federico Consolo nascut Federigo Consolo, nom hebraic Jehel Nahaman Sefardi (Ancona, regió de les Marques, 8 d'abril de 1841 – Florència regió de la Toscana, 14 de desembre de 1906), fou un violinista, crític musical, compositor i musicòleg italià.
Nat d'una família d'origen jueu provinent de l'Espanya sefardita, Federico Consolo es dedicà a l'estudi del cant sinagogal de l'hebreu sefardita liornès. Estudià violí a Florència amb Ferdinando Giorgetti i en el Conservatori de Brussel·les on tingué mestres com Hubert Leonard, Fétis, Liszt i Vieuxtemps.
Com a concertista de violí destacà per la seva brillant execució, però resulten verdaderament notables les seves obres pels grans coneixements que rebel·len sobre critica i història, principalment a l'estudiar els orígens i desenvolupament de la música sagrada que fa remuntar als primers cants bíblics; fou un gran amic de Verdi i de Liszt, el qual apreciava en molt el seu talent crític.
Va compondre l'himne de la República de San Marino, traient-lo d'un breviari monàstic del segle x, un concert per al seu instrument, i entre les obres musicològiques: Del colorito nel quartetto di strumenti ad arco (1883); La scuola italiana del violino (1884); Libro dei canti d'Israeli (1891), i Cenni sull'origine a sul progresso della musica liturgica (1897).